# Régence
Pour la marque de chaussure, voir Régence (chaussures).
Une régence est une période transitoire dans l'histoire d'une monarchie durant laquelle une personnalité (le régent ou la régente) pouvant éventuellement, mais pas nécessairement, appartenir à la famille royale, exerce le pouvoir au nom du monarque en titre, trop jeune, absent, incapable de gouverner personnellement ou ne pouvant assumer ses fonctions de roi ou de reine. L'équivalent républicain de la régence est l'intérim.

## Exemples de régences

### Angleterre
- 1189-1194 : durant l'absence de Richard Cœur de Lion, parti en croisade puis retenu prisonnier par le Saint-Empire, la régence est assurée par l'évêque William Longchamp, mais ensuite usurpée par Jean sans Terre en 1191 ;
- 1196-1199 : régence d'Aliénor d'Aquitaine, mère de Richard Cœur de Lion ;
- 1326-1330 : régence d'Isabelle de France, mère d'Édouard III ;
- 1454-1455, puis 1455-1456, puis 1460 : régence de Richard Plantagenêt, Henri VI étant incapable de régner.

### Bar
- 1170-1175 : Agnès de Champagne pour son fils Henri Ier;
- 1344-1349: Yolande de Flandre pour son fils Edouard II
- 1352-1356 : Jeanne de Bar pour son petit-neveu Robert Ier

À partir de 1473, les ducs de Bar sont également ducs de Lorraine.

### Bade
- 1738-1742: Madeleine-Wilhelmine de Wurtemberg pour son petit-fils Charles IV.
- 1852-1858 : Frédéric de Bade pour son frère Louis II.

### Bavière
- 1886-1912 : régence de Léopold de Bavière, oncle des rois Louis II et d'Othon Ier, déclarés inaptes.
- 1912-1913 : régence de Louis de Bavière, fils du précédent, cousin germain du roi Othon Ier.

### Belgique
- 25 février 1831 - 21 juillet 1831 : régence d'Érasme-Louis Surlet de Chokier, jusqu'à l'accession au trône de Léopold Ier, premier roi des Belges.
- 20 septembre 1944 - 20 juillet 1950 : régence du prince Charles, frère du roi Léopold III.
- 11 août 1950 - 17 juillet 1951 : régence de Baudouin de Belgique avant son accession au trône.

### Bulgarie
- 1943-1945 : à la suite de la mort de Boris III, la régence est assumée par le prince Cyrille au nom de Siméon II.

### Byzance
- 842-855 : régence de Théodora, mère de Michel III.

### Chine
- 1643-1650 : régence du prince Dorgon, durant la minorité de son neveu l'empereur Shunzhi ;
- 1661-1669 : durant la minorité de l'empereur Kangxi, la régence est exercée par un conseil, où l'autorité est usurpée par Oboi. L'empereur, encore adolescent, réalise en 1669 un coup d'État contre le régent ;
- 1861-1908 : différentes périodes de régence, officielles ou de fait, de l'impératrice douairière Cixi durant les minorités des empereurs Tongzhi et Guangxu, puis durant l'emprisonnement de ce dernier ;
- 1908-1911 : l'empereur Puyi étant mineur, la régence est assurée par son père, le prince Zaifeng.

### Égypte
- ~ -3020 : régence de Merneith, mère de Den ;
- -1478 ~ -1457 : régence d'Hatchepsout, tante de Thoutmosis III ;
- 1952-1953 : régence du prince Mohammed Abdel Moneim pour le compte du roi Fouad II, âgé de six mois lors de son accession au trône.

### Espagne
- 1665-1675 : régence de Marie-Anne d'Autriche (1634-1696), mère de Charles II d'Espagne
- 1823 : instauré en Espagne comme conséquence de l'invasion française lors de l'expédition d'Espagne. Trouve sa fin à l'arrivée de Ferdinand VII
- 1833-1840 : régence de Marie-Christine de Bourbon-Siciles pour sa fille Isabelle II jusqu'au 12 octobre 1840.
- 1840-1843 : régence du général Baldomero Espartero pour Isabelle II
- 1869-1871 : régence de Francisco Serrano après la chute d'Isabelle II
- 1885-1902 : régence de Marie-Christine de Teschen pour son fils Alphonse XIII
- 1947-1975 : selon la loi de succession du chef de l'État, l'Espagne franquiste redevient officiellement un royaume, mais Francisco Franco demeure chef de l'État à vie en qualité de régent, le trône étant officiellement vacant. Le futur Juan Carlos Ier est désigné en 1969 comme devant lui succéder en qualité de roi.

### France
- 1060-1066 : régence de Baudouin V de Flandre, oncle de Philippe Ier (qualifié de tuteur[1] du roi), avec peut-être[2] Anne de Kiev, mère de Philippe Ier, durant la minorité de Philippe Ier.
- 1147-1149 : régence de Suger, principal conseiller de Louis VII, participant à la deuxième croisade.
- 1226-1235 : régence de Blanche de Castille, mère de Louis IX, mineur.
- 1248-1252 : régence de Blanche de Castille, mère de Louis IX, dirigeant la septième croisade.
- 1270 : corégence de Mathieu de Vendôme et Simon II de Clermont-Nesle, Louis IX dirigeant la huitième croisade puis décédé.
- 1316 : régence de Philippe de Poitiers (futur Philippe V) lors de la mort de son frère Louis X, en juin, et jusqu'à la mort prématurée du fils de ce dernier, Jean Ier, en novembre.
- 1328 : régence de Philippe de Valois, futur Philippe VI, entre la mort de Charles IV et la naissance posthume de sa fille.
- 1356-1360 : régence du Dauphin Charles, futur Charles V, d'abord lieutenant-général du royaume, pendant la captivité de son père Jean II en Angleterre.
- 1364 : nouvelle régence du Dauphin Charles, pendant la seconde captivité de Jean II.
- 1380-1388 : régence de Louis, duc d'Anjou (jusqu'en 1384), Jean, duc de Berry, Philippe, duc de Bourgogne et Louis, duc de Bourbon, oncles de Charles VI, mineur[3].
- 1418-1422 : régence du dauphin Charles, futur Charles VII[4], eu égard à l'indisponibilité de son père resté à Paris, atteint de folie et tombé au pouvoir du duc de Bourgogne, Jean sans Peur.
- 1483-1491 : régence d'Anne de France, fille de Louis XI et de son mari Pierre de Beaujeu durant la minorité de Charles VIII, leur frère et beau-frère ;
- 1515 : régence de Louise de Savoie, mère de François Ier, en campagne militaire en Italie.
- 1523 : deuxième régence de Louise de Savoie pour François Ier en campagne.
- 1525-1526 : troisième régence de Louise de Savoie pour François Ier en campagne en Italie, puis prisonnier en Espagne.
- 1552 : régence de Catherine de Médicis lors du départ en guerre de son mari Henri II.
- 1560-1563 : régence de Catherine de Médicis pour son deuxième fils Charles IX, mineur.
- 1574 : régence de Catherine de Médicis pour son troisième fils Henri III alors en Pologne.
- 1610-1614 : régence de Marie de Médicis, mère de Louis XIII, mineur. Marie de Médicis gouverne jusqu'en 1617.
- 1643-1651 : régence d'Anne d'Autriche, mère de Louis XIV
- 1672 : régence de Marie-Thérèse d'Autriche, épouse de Louis XIV, durant la Guerre de Hollande.
- 1715-1723 : régence de Philippe d'Orléans dit le Régent, neveu de Louis XIV. Cette régence constitua un régime politique en soi : la Régence.
- 1813 : régence de l'impératrice Marie-Louise d'Autriche pendant la campagne d'Allemagne de Napoléon Ier.
- 1814 : seconde régence de Marie-Louise d'Autriche pendant la campagne de France.
- 1830 (du 31 juillet au 9 août) : régence de facto de Louis-Philippe duc d'Orléans, lieutenant-général du royaume, à la suite de la déchéance[5] du roi Charles X par la commission municipale de Paris. L'acte d'abdication du roi déchu et de renonciation du dauphin (futur prétendant « Louis XIX ») en faveur du duc de Bordeaux (futur prétendant « Henri V ») âgé de neuf ans, est déposé[6] le 3 août dans les archives de la Chambre des pairs et inséré dans la partie officielle du Moniteur. Le duc de Bordeaux n'est cependant pas proclamé ni reconnu roi (contrairement à ce que demandait son grand-père au duc d'Orléans), ni par les pairs, ni par les députés, ni par le lieutenant-général du royaume, qui reste de facto le chef de l'État depuis la déchéance de Charles X. Le 7 août, la Chambre des députés déclare « que le trône est vacant en fait et en droit, et qu’il est indispensable d’y pourvoir ». Le 9 août, le duc d'Orléans prête serment et est intronisé[7] comme roi des Français, sous le nom de Louis-Philippe Ier.
- 1859 : première régence de l'impératrice Eugénie lors de la campagne d'Italie, Napoléon III étant au front.
- 1865 : seconde régence de l'impératrice Eugénie pendant le voyage de Napoléon III en Algérie.
- 1870 : troisième régence de l'impératrice Eugénie pendant la guerre de 1870, Napoléon III étant au front.

### Grèce
- 1832-1835 : Othon Ier étant mineur, l'autorité est confiée à un conseil de régence formé de trois aristocrates bavarois : Josef Ludwig von Armansperg, Carl Wilhelm von Heideck et Georg Ludwig von Maurer.
- 1944-1946 : l'Archevêque Damaskinos assure la régence en attendant qu'une consultation populaire décide du maintien ou non de la monarchie et avant le retour de Georges II.
- 1967-1973 : le roi Constantin II étant parti en exil après avoir échoué à renverser la dictature des colonels, les dirigeants successifs de la junte assument le titre de « régents », avant de proclamer la République en 1973.

### Huahine
- 1893-1895: régence du prince Marama Teururai durant la minorité de sa fille aînée la reine Tehaapapa III.

### Hongrie
- 1920-1944 : la Hongrie est officiellement un royaume, mais n'a pas de roi. Le pouvoir est assumé par l'amiral Miklós Horthy. En 1945-1946, la régence est assurée par un conseil formé de différentes personnalités politiques, durant les mois qui précèdent la proclamation de la République.

### Irak
- 1939-1953 : régence du prince Abdul Illah durant la minorité de son neveu le roi Fayçal II

### Japon
- 1921-1926 : régence de Hirohito, qui supplée à son père Yoshihito, gravement malade.

### Lorraine
- 1251-1255 : Catherine de Luxembourg, pour son fils Ferry III;
- 1329-1334 : Élisabeth d'Autriche, pour son fils Rodolphe (Raoul) de Lorraine;
- 1346-1360 : Marie de Châtillon co-régente pour son fils Jean Ier, avec Eberhard II, comte de Wurtemberg;
- 1544-1552 : Christine de Danemark, co-régente pour son fils Charles III avec son beau-frère, Nicolas de Lorraine, évêque de Metz puis comte de Vaudémont;
- 1552-1559 : Nicolas de Lorraine, comte de Vaudémont pour son neveu Charles III;
- 1690-1694 : Éléonore d'Autriche, tutrice pour son fils Léopold Ier né en exil à la suite de l'occupation des Duchés par la France;
- 1729-1729 : Élisabeth-Charlotte d'Orléans pour son fils François III;
- 1731-1737 : Élisabeth-Charlotte d'Orléans pour son fils François III.

### Maroc
- 791-805 : régence de Rachid ibn Qadim, serviteur affranchi d'Idris Ier (791-803) puis de d'Abou Khaled Al Abdi (803-805) pendant l'enfance du sultan idrisside Idriss II, né deux mois après l'assassinat de son père. Idriss II exerce le pouvoir à l'âge de 13 ans ;
- 1421-1459 : régence des vizirs Wattassides durant la minorité du sultan mérinide Abd al-Haqq II. Ayant accaparé le pouvoir bien au-delà de la majorité d'Abd al-Haqq, ce dernier se retourna contre les Wattassides et les fit massacrer en 1459. Un des deux seuls survivants, Muhammad ben Yahya, renversa les Mérinides en 1472 et installa les Wattassides en tant que sultans ;
- 1894-1900 : régence du grand vizir Ahmed ben Moussa durant les premières années de règne du sultan alaouite Abd al-Aziz, monté sur le trône à l'âge de 14 ans.

### Mexique
- 1821-1822 : régence d'Agustín de Iturbide pour Ferdinand VII. Cette régence constitua un régime politique en soi, mais Agustín demeure chef de l'État à vie en qualité de régent, le trône étant officiellement vacant. Agustín est proclamé en 1822 comme devant lui succéder en qualité d'empereur sous le nom d'Augustin Ier.
- 1863-1864 : régence de Juan Nepomuceno Almonte pour l'archiduc d'Autriche Maximilien Ier.

### Prusse
- 1858-1861 :  Guillaume de Prusse, pour son frère Frédéric-Guillaume IV

### Roumanie
- 1927-1930 : régence de Nicolae de Roumanie, oncle de Michel Ier de Roumanie

### Royaume-Uni
- 1811-1820 : régence du Prince de Galles George (futur George IV), fils de George III, période appelée Régence anglaise (Regency ou Regency era en anglais).

### Russie
- 1584-1598 : Fédor Ier étant incapable de régner, un conseil de régence est nommé ; le pouvoir y est assumé à partir de 1594 par Boris Godounov
- 1682-1689 : régence de Sophia Alexeievna, sœur d'Ivan V et demi-sœur de Pierre le Grand

### Thaïlande
- 1935-1946 : après l'abdication de Rama VII, son neveu Rama VIII est désigné pour lui succéder. Le nouveau roi étant mineur et suivant sa scolarité en Suisse, le Parlement instaure un conseil de régence, composé de trois membres de la famille royale.
- 2016 : après le décès du roi Bhumibol Adulyadej (Rama IX), le prince héritier Vajiralongkorn demande une période de transition pour respecter le deuil de son père. En accord avec la Constitution, le président du Conseil privé, Prem Tinsulanonda, assure la régence.

### Yougoslavie
- 1934-1941 : après l'assassinat du roi Alexandre Ier de Yougoslavie, son fils Pierre II lui succède. Le nouveau monarque étant encore mineur, le prince Paul de Yougoslavie prend la tête d'un conseil de régence, jusqu'à sa déposition et son emprisonnement en 1941.

## Administration
Aux Pays-Bas, la régence est un terme d'administration :
- les Régents étaient les élites oligarchiques qui dirigeaient les Provinces-Unies ;
- la Régence d'État est l'organe exécutif de la République batave entre 1801 et 1805 ;
- dans le royaume des Pays-Bas, la régence était le nom donné à l'autorité communale.

Dans leur colonie des Indes néerlandaises, une « régence », en néerlandais regentschap, était le territoire administré par un régent, mot par lequel les Hollandais traduisaient le javanais bupati.

## Histoire
Les Régences barbaresques désignent les régimes vassaux de l'Empire ottoman établis à Tripoli, Tunis et Alger,,,,,.

## Art
Le style Régence est le nom donné au mobilier créé en France sous la Régence au début du XVIIIe siècle. Le mobilier régence préfigure le style Louis XV en introduisant un galbe soutenu notamment au niveau des pieds (de commode par exemple) tout en gardant l'aspect imposant et majestueux du style Louis XIV.
Le style Regency (Regency style) en Grande-Bretagne a fleuri au début du XIXe siècle. On le situe généralement entre 1795 et 1837, jusqu'à l'avènement de la reine Victoria. Son nom vient de la régence exercée entre 1811 et 1820 par le prince de Galles, futur Georges IV, au nom de son père Georges III.